# Franciszek Stańco
Franciszek Stańco (ur. 1 stycznia 1899, zm. 1 maja 1929 w Krakowie) – sierżant pilot, lotnik myśliwski, patron skweru w Krakowie.

## Życiorys
Pilot 122. Eskadry Myśliwskiej 2. Pułku Lotniczego w Krakowie-Rakowicach, który zginął w locie ćwiczebnym na samolocie Blériot-SPAD S.61 1 maja 1929 w rejonie Dąbia-Wieczystej (przysiółka w południowej części Rakowic). Był jednym z najlepszych pilotów - podoficerów Pułku. 
Powodem śmierci była awaria samolotu – w myśliwcu Stańca w trakcie lotu złamały się skrzydła. Był pierwszym lotnikiem myśliwskim, który zginął śmiercią pilota w wypadku lotniczym po przeniesieniu dwóch eskadr myśliwskich dawnego 11. Pułku Lotniczego z Lidy do Krakowa w 1929 roku. Sierż. pil. Franciszek Stańco został pochowany w kwaterze XIVA-4-16 w wojskowej części cmentarza Rakowickiego. Był żonaty, nie miał dzieci. 

## Upamiętnienie
Franciszek Stańco został upamiętniony, zapewne krótko po śmierci, przez radę gminy w Rakowicach jako patron ulicy w pobliżu miejsca katastrofy. Pozostał nim do 1997 roku, gdy przy okazji remontu nawierzchni ulica Stańca została włączona geodezyjnie w ul. Janusza Meissnera i jej nazwa została zlikwidowana. Aby zachować pamięć o lotniku w 2011 Rada Dzielnicy III Prądnik Czerwony zawnioskowała do Prezydenta Miasta Krakowa oraz Rady Miasta Krakowa o przywrócenie nazwy. W 2016 Rada Miasta Krakowa nadała nazwę skwerowi Franciszka Stańca, terenowi zielonemu leżącemu na działce sąsiadującej z dawną ulicą.